# Bård G. Eithun

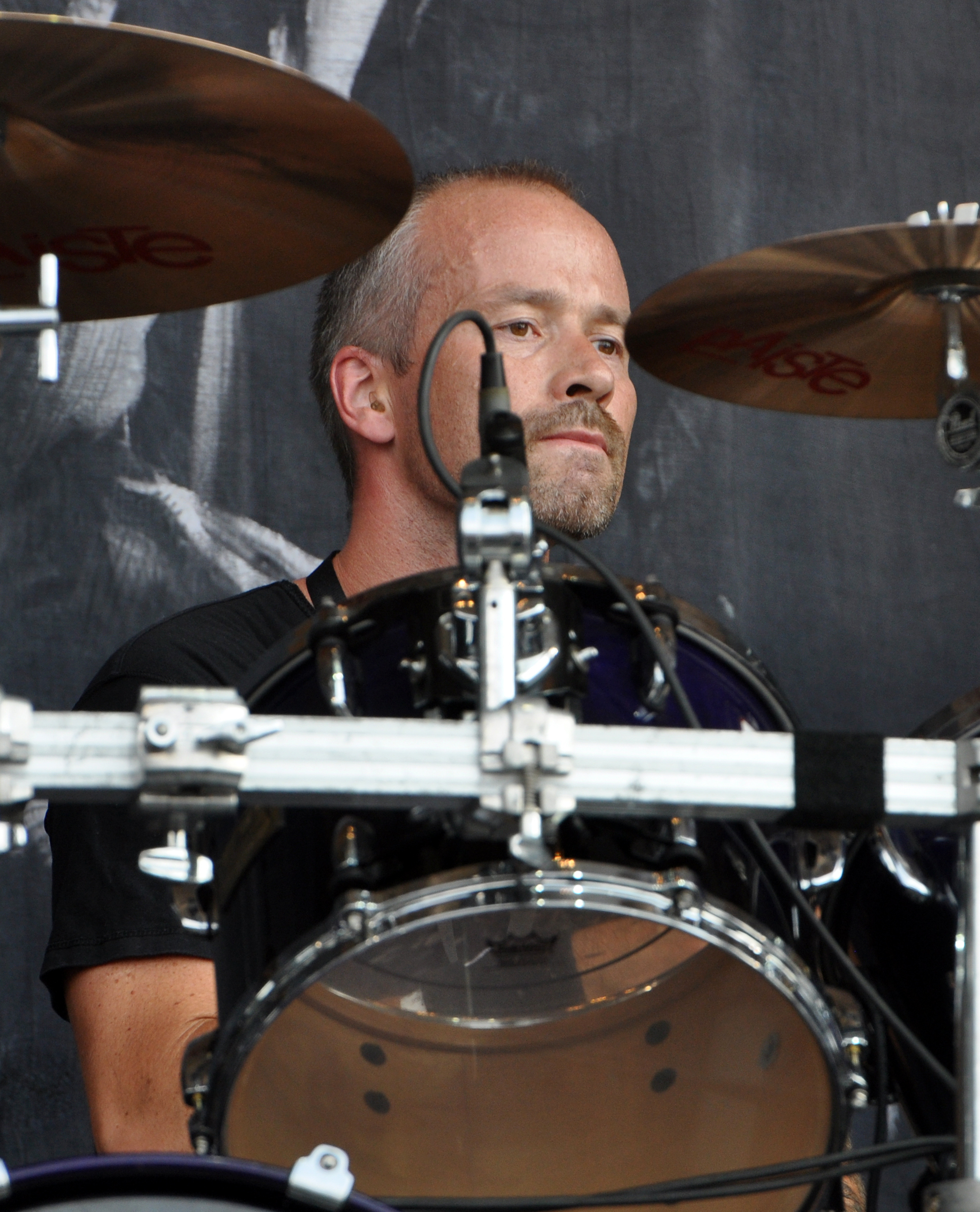
Bård „Faust“ Eithun mit Emperor auf dem Wacken Open Air 2014

Bård Guldvik Eithun (* 21. April 1974), bekannt unter seinem Pseudonym Faust, ist ein norwegischer Schlagzeuger. 1993 wurde er verhaftet und wegen Mordes zu 14 Jahren Haft verurteilt. Seit 2003 ist er nicht mehr inhaftiert.

## Leben

### Anfänge
1987 kam Eithun über Briefkontakte mit Øystein „Euronymous“ Aarseth von Mayhem und Alex Colin-Tocquaine von Agressor mit der jungen Black-Metal-Szene in Berührung. Er begann internationale Briefkontakte unter anderem mit Musikern von Necromantia, Samael, Merciless und Sarcófago zu führen. Aus der Begeisterung über diese Szeneerfahrung entstand das Fanzine Orcustus – The Shadow of the Golden Fire, das aus einer Mischung aus Interviews mit befreundeten Musikern und okkulten, magischen Themen bestand. Erste musikalische Erfahrungen als Schlagzeuger machte er bei der Thrash-Metal-Gruppe Decomposed Cunt und der Black-Metal-Band Stigma Diabolicum, die sich 1991 in Thorns umbenannte und mehrere Demoaufnahmen einspielte. 1992 zog Eithun nach Oslo und trat Emperor bei, kurz bevor Gründungsmitglied Håvard „Mortiis“ Ellefsen, ausstieg. Die erste Veröffentlichung mit dieser Gruppe war die EP Emperor, später auch als Split mit Enslaved erhältlich. Er spielte dann die EP As the Shadows Rise und das Debütalbum In the Nightside Eclipse ein.

### Mord und Haft
Im August 1992 besuchte Eithun seine Mutter in Lillehammer. Auf dem Weg von einer Gaststätte nach Hause wurde er am 21. August 1992 von einem betrunkenen, homosexuellen Mann namens Magne Andreassen angesprochen, der mit ihm in den späteren Olympiapark gehen wollte. Eithun ging scheinbar auf den Vorschlag ein und lockte den Mann immer tiefer in den Wald. Er fügte ihm dort mit einem Messer 37 Stichwunden zu und ließ ihn blutend im Park liegen.
Erste Ermittlungen der Polizei brachten keine Fortschritte und Eithun blieb etwa ein Jahr auf freiem Fuß. Erst als 1993 die ersten Kirchenbrandstiftungen durch Mitglieder der Black-Metal-Szene Norwegens stattfanden, wurde die Aufmerksamkeit der Polizei auf Eithun gelenkt. Nachdem Varg Vikernes Aarseth umgebracht hatte, ermittelte die Polizei auch nach anderen Straftaten in der Szene. Ein Zeuge sagte schließlich bei der Polizei aus, dass Eithun Andreassen umgebracht habe. Sie verhaftete Eithun, der den Mord auf Anraten seines Anwalts gestand. Er wurde zu einer Haftstrafe von 14 Jahren verurteilt.
Während Faust seine Gefängnisstrafe verbüßte, blieb er der Black-Metal-Szene verbunden. So schrieb er den Text zu Bloodsoil für die Band Zyklon-B und die Texte für Zyklons erstes Album World ov Worms, das 2001 veröffentlicht wurde. Ein Lied von Cadaver Inc enthielt außerdem eine gesprochene Passage von ihm. Außerdem veröffentlichten zahlreiche Fanzines, wie beispielsweise das Slayer-Magazin aus Norwegen und das finnische Magazin I Return to Darkness, Interviews mit Eithun. Aus dieser Zeit stammen auch einige rassistische, nationalistische und islamfeindliche Zitate von Eithun, die dazu führten, dass auch die rechtsextreme Szene in Deutschland versuchte, den Musiker zu vereinnahmen. Unter der Überschrift Freiheit für Bard „Faust“ Eithun erschien beispielsweise ein Artikel im Kameradschaftsmagazin Der Förderturm. Im Gefängnis machte Eithun seinen Schulabschluss nach und studierte Ideengeschichte. 2003 wurde Eithun nach neun Jahren Gefängnis entlassen.

### Seit 2003
Kurz nach der Haftentlassung stieg Eithun bei Dissection ein, doch nach eigenen Aussagen konnte er das satanische Konzept der Gruppe nicht mehr länger vertreten und stieg noch im selben Jahr wieder aus. Eithun ist heute musikalisch in den Gruppen Aborym, Blood Tsunami, Scum und Mongo Ninja aktiv und beteiligt sich an mehreren Projekten. Er lebt heute in Oslo und hat seit 2007 einen Sohn. In einem Interview mit dem Ox-Fanzine 2012 erklärte er, „niemals rassistische oder homophobe Ansichten“ gehabt zu haben. Zum Beweis führte er die brasilianische Herkunft seiner Frau und die Hautfarben deren Familienmitglieder an.

## Diskografie

### Mit Emperor
- 1993: Emperor (EP)
- 1993: Emperor / Hordanes Land (Split-CD/LP mit Enslaved)
- 1994: As the Shadows Rise (Single)
- 1994: In the Nightside Eclipse

### Mit Aborym
- 2003: With No Human Intervention (nur Spoken Words)
- 2006: Generator
- 2010: Psychogrotesque

### Mit Scum
- siehe Scum (Band)#Diskografie

### Mit Blood Tsunami
- 2007: Thrash Metal
- 2009: Grand Feast for Vultures

### Mit Mongo Ninja
- 2009: …And the Wrist is History
- 2010: No Cunt for Old Men
- 2010: ALIVE!

### Mit Djevel
- 2018: Blant svarte graner
- 2019: Ormer til armer, maane til hode
- 2021: Tanker som rir natten

### Gastbeiträge
- 1995: Zyklon-B: Blood Must Be Shed (Text zu Bloodsoil)
- 2000: Ulver: Perdition City – Music to an Interior Film (Schlagzeug)
- 2000: Cadaver Inc: Discipline (gesprochene Passage bei Kill Tech)
- 2001: Sirius: Spectral Transition – Dimension Sirius (Vocal-Samples und Schlagzeug)
- 2001: Zyklon: World ov Worms (alle Texte)
- 2003: Zyklon: Aeon (alle Texte)
- 2003: Disiplin: Disiplin (Text zu Strategy Formulation)
- 2005: Hesperus Dimension: EP
- 2007: Nattefrost: Engangsgrill (Schlagzeug bei zwei Liedern, Split-CD mit Fenriz’ Red Planet)

### Demos
- 1989: Stigma Diabolicum: Luna de Nocturnus
- 1990: Stigma Diabolicum: Lacus de Luna – Rehearsal 1990
- 1990: Stigma Diabolicum: Live in Stjørdal
- 1990: Decomposed Cunt: Rehearsal 90
- 1990: Impostor: SNS – Still Not Statisfied?
- 1991: Impostor: Violent World